# Unternesselbach

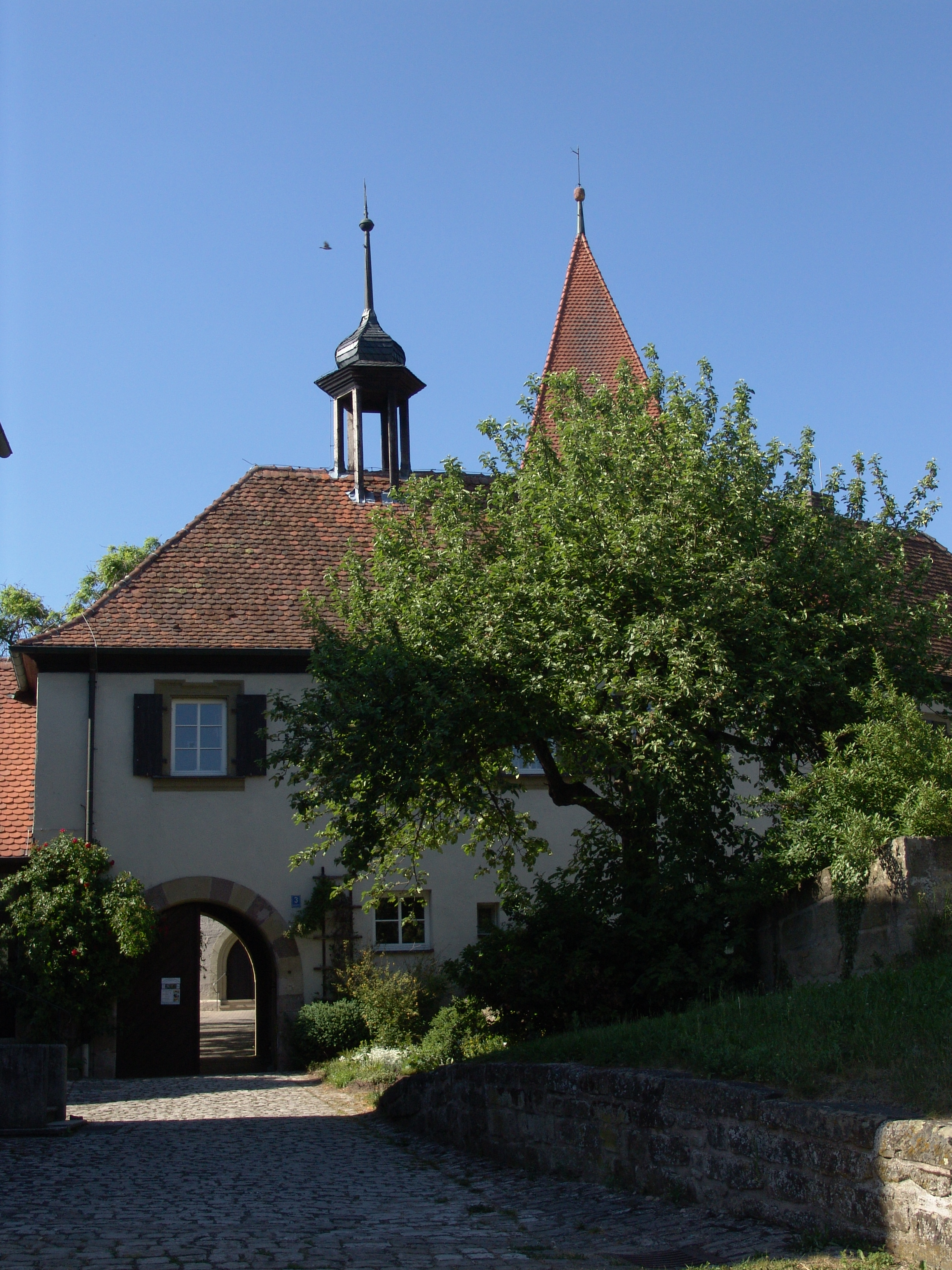
Ehemaliges Pfarrwohnhaus mit den als der „Wall“ bezeichneten Resten der alten Kirchenbefestigung

Unternesselbach ist ein Gemeindeteil der Kreisstadt Neustadt an der Aisch im Landkreis Neustadt an der Aisch-Bad Windsheim (Mittelfranken, Bayern). Die Gemarkung Unternesselbach hat eine Fläche von 8,309 km². Sie ist in 877 Flurstücke aufgeteilt, die eine durchschnittliche Fläche von 9473,98 m² haben.

## Geografie
Das Pfarrdorf liegt am Nesselbach und am Lindengraben, einen linken Zufluss des Nesselbachs. 0,5 km nordwestlich des Ortes erhebt sich der im Güterholz gelegene Eulenberg (421 m ü. NHN), 0,5 km nördlich liegt die Tannenlohe, 0,75 km östlich das Waldgebiet Haag und das Flurgebiet Poschet und unmittelbar südwestlich grenzt das Flurgebiet Alte Gasse an.
Die Kreisstraße NEA 26 verläuft nach Langenfeld zur Staatsstraße 2256 (3,6 km nördlich) bzw. nach Altheim (3,2 km südlich). Die Kreisstraße NEA 6 verläuft nach Schauerheim (3,6 km östlich) bzw. nach Obernesselbach (1,7 km westlich).

## Geschichte

### Mittelalter
Der Ort wurde 881 als „Nezzilbach“ erstmals urkundlich erwähnt, im Laufe der Zeit auch „Nezzilinespach“, „Nesselbach“ und „Nestelbach“. Ob dem Ortsnamen ein Personenname oder eine Pflanzenbezeichnung zugrunde liegt, ist unklar.
Bei der Kirchenrenovierung im Jahr 1640 wurden Münzen mit der Jahreszahl 1051 gefunden. Sie lassen darauf schließen, dass das Dorf und die Kirche schon sehr alt sind.
In einer Urkunde aus dem Jahre 1238 bestätigte Kaiser Friedrich II., dass Nesselbach, das bis dahin Albert von Thyfen gehörte, Gottfried von Hohenlohe übergeben wurde.
Um 1338 hatte Kaiser Karl IV. die hohenzollerischen Nürnberger Burggrafen mit Nesselbach belehnt. In einer Urkunde des Jahres 1347 bestätigte Karl IV. dem Edlen Ludwig von Hohenlohe die ihm verliehenen Burglehen in „Obern“- und „Nieder-Nezzelbach“. Im 14. Jahrhundert wurde Nesselbach Reichsdorf. Bis 1525 wurden diese Hoheitsrechte von der Reichsstadt Rothenburg bestritten.
Durch Sitz eines Ministerialenschlösschens (1365 kauften die Nürnberger Burggrafen vom burggräfliche Ministerialen Endres Rindsmaul das Burggut zu Nesselbach) und der urkundlich erstmals 1350 als Pfarrsitz genannten Bartholomäuskirche entwickelte sich der untere Teil Nesselbachs, Unternesselbach, bedeutender als der obere, Obernesselbach genannte, Teil. Nachdem 1389 durch die Äbtissin von Birkenfeld Tauschgeschäfte mit Unternessebacher Grundstücken vorgenommen wurden, begann eine enge Verbindung mit dem Kloster Birkenfeld. Die Verbindung zu den Rindsmaulen, die ihren Sitz auf dem nahen Virnsbergerhaag („Schloßbuck“) hatten, riss nach 1409 (als die Nürnberger den raubritterlichen Sitz zerstörten) ab. Die Pfarrei unterstand dem Bischof von Würzburg und zeigte ihre Bedeutung auch darin, dass sie ab 1444 nur an Domherren vom Domkapitel Würzburg verliehen wurde. Zur Pfarrei hatten auch Altheim, Dottenheim (bis 1485), Hambühl (bis 1464 oder 1484) und Kaubenheim mit der Kapelle Berolzheim, wahrscheinlich auch Birkenfeld (bis 1272), angehört, bis 1491 der Pfarrsprengel nur noch Unter- und Obernesselbach umfasste. In der Kirche wurde 1493 das Epitaph des Melchior Neustetter angebracht, einem Verwandten von Jörg Neustetter genannt Stürmer, der 1480 das (um 1700 noch in Resten sichtbare und den Grafen von Limpurg gehörende) Schloss zu Unternesselbach als Lehen der inzwischen Besitzer gewordenen Grafen von Castell erhalten hatte. Zu den Unternesselbacher „Neustädtern“ gehörten auch Georg Wilhelm Neustetter genannt Stürmer (1605–1657) und dessen Vater Georg Neustetter genannt Stürmer sowie weitere „Neustädter genannt Stürmer von Unternesselbach“.

### Neuzeit
Am Sonnabend, dem 17. April 1518 soll Martin Luther auf einer Fußwanderung von Wittenberg nach Heidelberg oder Augsburg in Unternesselbach eingetroffen sein. Da der katholische Pfarrer den Zutritt zur Kirche untersagte, soll er unter der Linde vor dem Pfarrhaus gepredigt haben. Diese wird seitdem Lutherlinde genannt.
Da der neben der Kirche wohnenden Frühmesser Nikolaus Brunner 1519 geheiratet hatte, wurde er von seinem Amt abgezogen. Nach der Reformation, die in der Region offiziell 1528 einsetzte, kam das Vermögen der Frühmesse zur Pfarrstelle Unternesselbach, die von dem durch den Würzburger Dompropst Friedrich von Brandenburg eingesetzten reformatorischen, die Messe in deutscher Sprache lesenden Pfarrer Caspar Löner aus Markt Erlbach besetzt wurde, der auch im Kloster Birkenfeld als Prediger der Nonnen tätig war. Löner wirkte von 1520 bis 1524 in Unternesselbach für die Reformation. Vor seiner Berufung nach Nesselbach hatte Löner in Erfurt und Wittenberg studiert. Die von Luther erzählte Ortssage (s. o.) könnte in einem Besuch Luthers bei Löner in Markt Erlbach ihren Ursprung haben. Nachdem sich die Birkenfelder Äbtissin und der Klosterrevisor Abt Johann Leiterbach vom Kloster Ebrach über Löner beschwert hatten, entfernte Dompropst Friedrich ihn 1524 wieder aus Nesselbach und versetzte ihn nach Hof. Die Nesselbacher Bauern, die an Löners reformatorischem Kurs festhielten, waren dann auch 1525 im Bauernkrieg tatkräftig beteiligt. Nach Löners Versetzung wurde in Unternesselbach wieder ein katholischer Geistlicher eingesetzt, der noch 1529 dort wirkte.
Der zum Besitz des Markgrafen gehörende und durch das Kastenamt Neustadt verwaltete Nesselbacher Steinbruch war nicht nur Baustofflieferant für Nesselbacher Bauten wie Schloss, Tore und Stadtmauern, sondern auch für die Figuren der Kurfürstin am Schönen Brunnen in Nürnberg.
Im Herbst 1551 belehnte Albrecht Alcibiades seinen Erlangener Rentmeister sowie seine Söhne mit den Einkünften der Pfarrei von Unternesselbach.
Ursprünglich gab es einen bedeutenden Weinbau in Nesselbach. Mitte des 16. Jahrhunderts hatte der Nesselbacher Pfarrer (neben dem Markgrafen und dem Weißbrotbäcker Hans Gensterer oder Gersterer) ein Drittel der „Zehnt-Kalter“ in Neustadt, zu deren Bau und Unterhalt er beizutragen hatte. Die Südhänge des Eulenberges und des „Hornberges“ waren bis 1905 mit Wein bepflanzt. Auch der Weinbergsbuck am Schauerheimer Weg weist auf die Bedeutung des Weinbaus hin. Mit der Umstellung auf den Hopfenbau nach dem Dreißigjährigen Krieg ging der Weinbau zurück und nach 1900 erfolgte eine weitere Abwendung „von dieser in Erfolg und Ertrag so schwankenden“ Bodennutzung.
Im Jahr 1607 kamen 103 Menschen durch eine Pestseuche zu Tode. Eine weitere, nach Einzug des Dreißigjährigen Krieges 1631 in die Nesselbacher Gegend ausgebrochene, Pestseuche tötete 1632 124 Einwohner. Die als „Pest“ bezeichneten Seuchen bewirkten nach 1585 den Tod von 617 Angehörigen der Pfarrei. Schaden an Besitz, Leib und Leben sollen auch 1632 in die beiden Nesselbach eingedrungene Kroatenhorden verursacht haben.
Am Aufbau Unternesselbachs nach dem Krieg war im Wesentlichen der 1651 nach Nesselbach und Schauerheim gekommene Pfarrer Ziegler (Nachfolger des nach Neustadt geflüchteten und dort 1634 beim Einbruch der Forchheimer Garnison erschossenen Pfarrers Hartweg) verantwortlich. Er sorgte für Baumaßnahmen und rief Exulanten und andere Zuwanderer (unter anderem Glaubensflüchtlinge) herbei, darunter auch zwei Katholiken aus Frankreich (Cored, später Kareth, und der Schultheiß und Siebner gewordene Kunig oder Kunnich, später König), die an ihrem Glauben festhielten, sowie 58 österreichische und 17 bayerische Zuwanderern. Im Jahr 1734 bezog der Pfarrer ein neues Pfarrhaus, das errichtet wurde, nachdem sich das alte mehr und mehr abgesenkt hatte.
Im weiteren Verlauf wechselte Unternesselbach noch öfters den Herren, z. B. an die Reichsstadt Rothenburg, den Herren von Rindsmaul und die Herren von Seckendorf zu Langenfeld. Von 1791 bis 1807 waren die Einwohner, ab 1806 unter französische Verwaltung, Preußische Untertanen, da der Markgraf Casimir von Bayreuth die Herrschaft auf den Markgrafen Alexander übergeben hatte und dieser wiederum bestimmte als Nachfolger den König von Preußen als seinen Erben.
Gegen Ende des 18. Jahrhunderts gab es in Unternesselbach 64 Anwesen. Das Hochgericht übte das brandenburg-bayreuthische Stadtvogteiamt Neustadt an der Aisch aus. Die Dorf- und Gemeindeherrschaft hatte das Kastenamt Neustadt an der Aisch. Grundherren waren das Fürstentum Bayreuth (43 Anwesen; Kastenamt Neustadt: 8 Güter, 7 Halbgüter, 12 Gütlein, 1 Tropfgütlein, 1 Häuslein, 6 Häckersgütlein, Badstube; Klosteramt Birkenfeld: 2 Höfe, 1 Gut, 1 Häuslein; Vogtamt Altheim: 3 Höfe), die Pfarrei Unternesselbach (1 Mühle, 1 Höflein), das Rittergut Ullstadt (18 Anwesen: 1 Wirtshaus, 6 Güter, 10 Häuser, 1 Häuslein) und die Verwaltung Burgbernheim des Juliusspitals in Würzburg (1 Gut). Neben den Anwesen gab es noch die Kirche und das Pfarrhaus.
Im Jahre 1810 kam Unternesselbach an das noch junge Königreich Bayern. Im Rahmen des Gemeindeedikts wurde es dem 1811 gebildeten Steuerdistrikt Schauerheim zugeordnet. 1813 wurde die Ruralgemeinde Unternesselbach gebildet. Sie war in Verwaltung und Gerichtsbarkeit dem Landgericht Neustadt an der Aisch zugeordnet und in der Finanzverwaltung dem Rentamt Neustadt an der Aisch (1919 in Finanzamt Neustadt an der Aisch umbenannt, seit 1972 Finanzamt Uffenheim). Die freiwillige Gerichtsbarkeit und die Polizei hatte jedoch bis 1848 das Patrimonialgericht Ullstadt. Ab 1862 gehörte Unternesselbach zum Bezirksamt Neustadt an der Aisch (1939 in Landkreis Neustadt an der Aisch umbenannt). Die Gerichtsbarkeit blieb beim Landgericht Neustadt an der Aisch (1879 in das Amtsgericht Neustadt an der Aisch umgewandelt). Die Gemeinde hatte 1964 eine Gebietsfläche von 8,305 km². Die nach der Völkerschlacht bei Leipzig 1813 von den eingerückten Russen gestellten Forderungen belastete bis 1866 die zwei Nesselbacher Gemeinden. Zur Versorgung verwundeter Soldaten des deutschen Bruderkrieges 1866 wurde mit Hilfe von Spenden ein Haus in Unternesselbach dafür eingerichtet. Die 1836 erneuerte Kirche erhielt 1863 eine neue Empore und 1927 eine neue Orgel.
Im April 1923 wurde eine von dem Lehrer Erich Walz (1899–1993) als Kreisgruppenführer geleitete Ortsgruppe des Bundes Oberland gegründet. Im Juli 1923 organisierte Walz dort einen „Deutschen Tag“, an dem auch der Oberland-Bundesführer Friedrich Weber teilnahm. Eine NSDAP-Ortsgruppe bestand in Unternesselbach nicht, doch eine 1931 im Auftrag der Ortsgruppe Birkenfeld veranstaltete Nationalsozialistische Bauernversammlung am 9. Dezember 1931 mit Fritz Raab (1905–1965) aus Dettendorf war außerordentlich gut besucht und wurde als „Zeichen des Erwachens“ gedeutet. Bis 1934 blieb Walz Lehrer in Unternesselbach und war danach in Neustadt a. d. Aisch bis 1936 tätig und bis 1945 in Lauf, wo er am 9. November 1938 an der Niederbrennung der Synagoge beteiligt war.
Am 1. Juli 1972 wurde das kleinere Obernesselbach im Zuge der Gebietsreform in Bayern nach Unternesselbach eingemeindet. Am 1. Januar 1980 wurde schließlich die Gemeinde Unternesselbach nach Neustadt eingegliedert.
In den 1980er und 1990er Jahren fand eine Dorferneuerung statt. Infolge der derer wurde das Dorf Landessieger beim Wettbewerb Unser Dorf soll schöner werden (1993) und gewann auf Bundesebene die Bronzemedaille (1993). Unternesselbach ist landwirtschaftlich geprägt. Unter anderem wird auch wieder Weinbau betrieben.

### Baudenkmäler
In Unternesselbach gibt es fünf Baudenkmäler:
- Das dominante, 1836 und 1937 erneuerte, Gebäude in Unternesselbach ist die von einer Wehrmauer umgebene St. Bartholomäus-Kirche (Taufstein und Kanzel wurden von Unternesselbachs Pfarrer Lietzheimer († 1616), von dem auch der nicht mehr ehrhaltende Grabstein seiner zwei Kinder und der Taufstein in Altheim stammen, geschaffen.[32]). Sie liegt über dem Ort und ist weithin sichtbar. In ihrem Inneren befindet sich der Kirchgarten. Dort finden immer wieder Veranstaltungen statt.
- Haus Nr. 6: Wohnstallhaus
- Haus Nr. 16: ehemaliges Pfarrhaus
- Haus Nr. 40: Wirtshausschild
- Haus Nr. 119: Wohnstallhaus

### Bodendenkmäler
In der Gemarkung Unternesselbach gibt es ein Bodendenkmal.

### Einwohnerentwicklung
| Jahr      | 1818   | 1840   | 1852   | 1855   | 1861   | 1867   | 1871   | 1875   | 1880   | 1885   | 1890   | 1895   | 1900   | 1905   | 1910   | 1919   | 1925   | 1933   | 1939   | 1946   | 1950   | 1952   | 1961   | 1970   | 1987   | 2011 | 2019  |
| Einwohner | 393    | 441    | 445    | 435    | 458    | 446    | 424    | 423    | 432    | 447    | 429    | 437    | 416    | 426    | 411    | 395    | 389    | 374    | 342    | 569    | 544    | 516    | 405    | 407    | 405    | 480  | 452   |
| Häuser    | 76     | 80     |        |        |        |        | 78     |        |        | 79     | 81     |        | 83     |        |        |        | 84     |        |        |        | 84     |        | 88     |        | 111    |      |       |
| Quelle    | [ 34 ] | [ 35 ] | [ 36 ] | [ 36 ] | [ 37 ] | [ 38 ] | [ 39 ] | [ 40 ] | [ 41 ] | [ 42 ] | [ 43 ] | [ 36 ] | [ 44 ] | [ 36 ] | [ 45 ] | [ 36 ] | [ 46 ] | [ 36 ] | [ 36 ] | [ 36 ] | [ 47 ] | [ 36 ] | [ 23 ] | [ 48 ] | [ 49 ] |      | [ 2 ] |

## Religion
Der Ort ist seit der Reformation evangelisch-lutherisch geprägt und Sitz der Pfarrei St. Bartholomäus. Die Katholiken sind nach St. Johannis Enthauptung (Neustadt an der Aisch) gepfarrt.